# شوزو إيزوكا
شوزو إيزوكا (飯塚昭三 إيزوكا شوزو) هو مؤدي أصوات وممثل ياباني ولد في 23 مايو 1933 في محافظة فوكوشيما.

## أدواره في الأنمي

### مسلسلات أنمي تلفزيونية
- بليتش - باراغان لويزينبارن
- دراغون بول - الآلي رقم 8
- دراغون بول Z - نابا، الآلي رقم 8
- ديفل ماي كراي - بريشيو
- سول إيتر - آل كابون
- لاينباريل الحديدي - شينوبو إيغاراشي
- شين مازنجر الجزء Z - أورانوس
- البدلة المتنقلة جاندام - ريو خوسيه
- فيوتشر GPX سايبر فورميولا - تتسويتشيرو كورومادا
- إسكافلوني السماء - بوريس
- روروني كينشين - هيوتوكو
- المتحري الروحي ياكومو - تتسوو إيريه
- هيوغيمونو - ماتسوناغا هيساهيدي
- ساموراي تشامبلو - تاماميتسو
- خيميائي الفولاذ FULLMETAL ALCHEMIST - دومينيك
- نزيل الظلام - شوزو واكاباياشي
- هاجيمي نو إيبو New Challenger - ميغيل زيل
- هاجيمي نو إيبو Rising - غنجي كاموغاوا
- ستيتش! - جومبا
- لوست يونيفرس - جيل إل
- كاراكوري كيدن هيو سنكي - غونجو
- يو يو هاكوشو - إنكي
- غزاة من الفضاء - جونقر
- سورد آرت أونلاين II - ثريم
- دورارارا!! ×2 المقدمة - دوغين أواكوسو
- دورارارا!! ×2 المنتصف - دوغين أواكوسو
- دورارارا!! ×2 الخاتمة - دوغين أواكوسو
- لعبة الجوكر - إرنست غراهام
- بوكيمون - أومبرتو

### أوفا أنمي
- تشيبي كارا ناجاي جو وورلد - زينون

### أفلام أنمي
- دراغون بول: طريق القوة - الآلي رقم 8
- كينغسلايف: فاينال فانتازي 15 - يودولاس ألدركابت

## أدواره في الدبلجة اليابانية
- فوق - كرم فَريد زين
- كوكب الكنز المفقود - غريب غروب

## وصلات خارجية
- شوزو إيزوكا على موقع IMDb (الإنجليزية)
- شوزو إيزوكا على موقع ألو سيني (الفرنسية)
- شوزو إيزوكا على موقع ميوزك برينز (الإنجليزية)
- شوزو إيزوكا على موقع ديسكوغز (الإنجليزية)
- شوزو إيزوكا على موقع قاعدة بيانات الفيلم (الإنجليزية)
- شوزو إيزوكا على موقع كينوبويسك (الروسية)
- شوزو إيزوكا على موقع ANN person (الإنجليزية)